# Congrégation hollandaise-allemande
La Congrégation hollandaise allemande de Livourne est une association religieuse fondée en 1622.

## Histoire

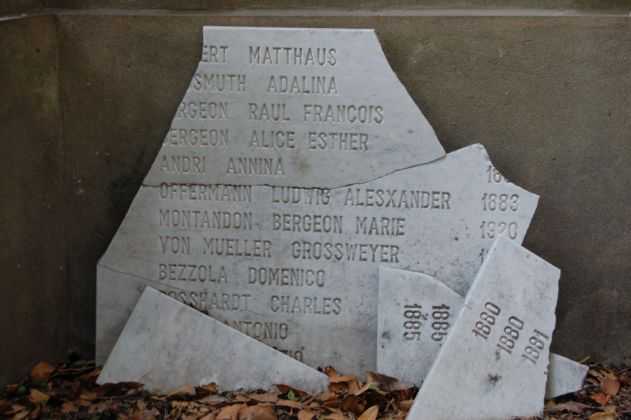
Stèle dans le cimetière hollandais de Livourne, en décadence

### Les origines
À la fin du XVIe siècle, le Grand-Duc FrançoisIer de Médicis confia à l’architecte Bernardo Buontalenti le soin de présenter un projet pour la nouvelle cité forte portuaire de Livourne. Les travaux, commencés en 1577, traînèrent pendant une décennie. François Ier de Médicis, son successeur en 1587, donna l’impulsion décisive au chantier colossal et promulgua simultanément un ensemble de lois de nature à favoriser le peuplement et l’activité de la nouvelle cité portuaire. Celles-ci, appelées « Livornine » garantissaient aux marchands de toute nation, « qualsivoglia nazione », le droit d’établissement et la pratique du culte. Toutefois, le protestantisme n’étant pas reconnu à cette époque, l’exercice du culte protestant n’était pas envisagé par ces lois.
Attirés par les garanties ainsi assurées et par l’institution du « port franc », de nombreux marchands étrangers s’établirent à Livourne, contribuant au développement économique et culturel de la jeune cité. Les premiers Hollandais et Allemands arrivèrent à la fin du XVIe siècle, essentiellement des marchands investis dans le commerce des céréales, dont Livourne devint le centre d’approvisionnement pour le centre et le nord de l’Italie.
En 1622 six Hollandais et trois Allemands fondèrent la Congrégation hollandaise-allemande, une association d’entraide et de secours qui garantissait, entre autres, le droit à la sépulture pour tous les compatriotes, l’assistance sanitaire et l’aide juridique. La Congrégation disposa d’une chapelle consacrée à Saint André dans la Chiesa della Madonna. Les compatriotes ressortissant à foi catholique furent ensevelis dans la crypte, qu’ils soient établis à Livourne ou de passage comme le célèbre sculpteur François Duquesnoy.

### Un protestantisme confessant
Au milieu du XVIIe siècle, la composante hollandaise de foi réformée, grossie des marchands huguenots français réfugiés en Hollande, était désormais prédominante. Il devint urgent de pourvoir à l’ensevelissement des défunts protestants. En 1683, après avoir utilisé pendant quelques années un terrain appartenant à un certain Lambert Constant, la Congrégation reçut un terrain hors des murs de la ville, près de la Porta a Pisa, pour en faire son propre cimetière. Celui-ci fut appelé le Giardino degli Olandesi, à cause de la présence de plantes exotiques qui en faisait un vrai jardin botanique.
Au cours du XVIIIe siècle, les membres de la Congrégation furent à l’origine de nombreuses initiatives contribuant au développement économique de la cité et participèrent activement à toutes les manifestations festives. Les importants palais construits par les membres de la communauté, sièges de consulats et de compagnies de navigation, expriment sa réussite sociale : ainsi, le palais Huygens et le palais Ulrich, tous deux construits dans la première extension de la Nuova Venezia.
Malgré cela, à cause de l’opposition du clergé catholique, les protestants durent attendre la fin du XVIIIe siècle pour disposer d’un lieu de culte, situé en étage dans un immeuble de la Via del Consiglio. Le pasteur Johann Paul Schulthesius desservit la communauté pendant près de 40 ans, de la fin du XVIIIe siècle au début du XIXe.

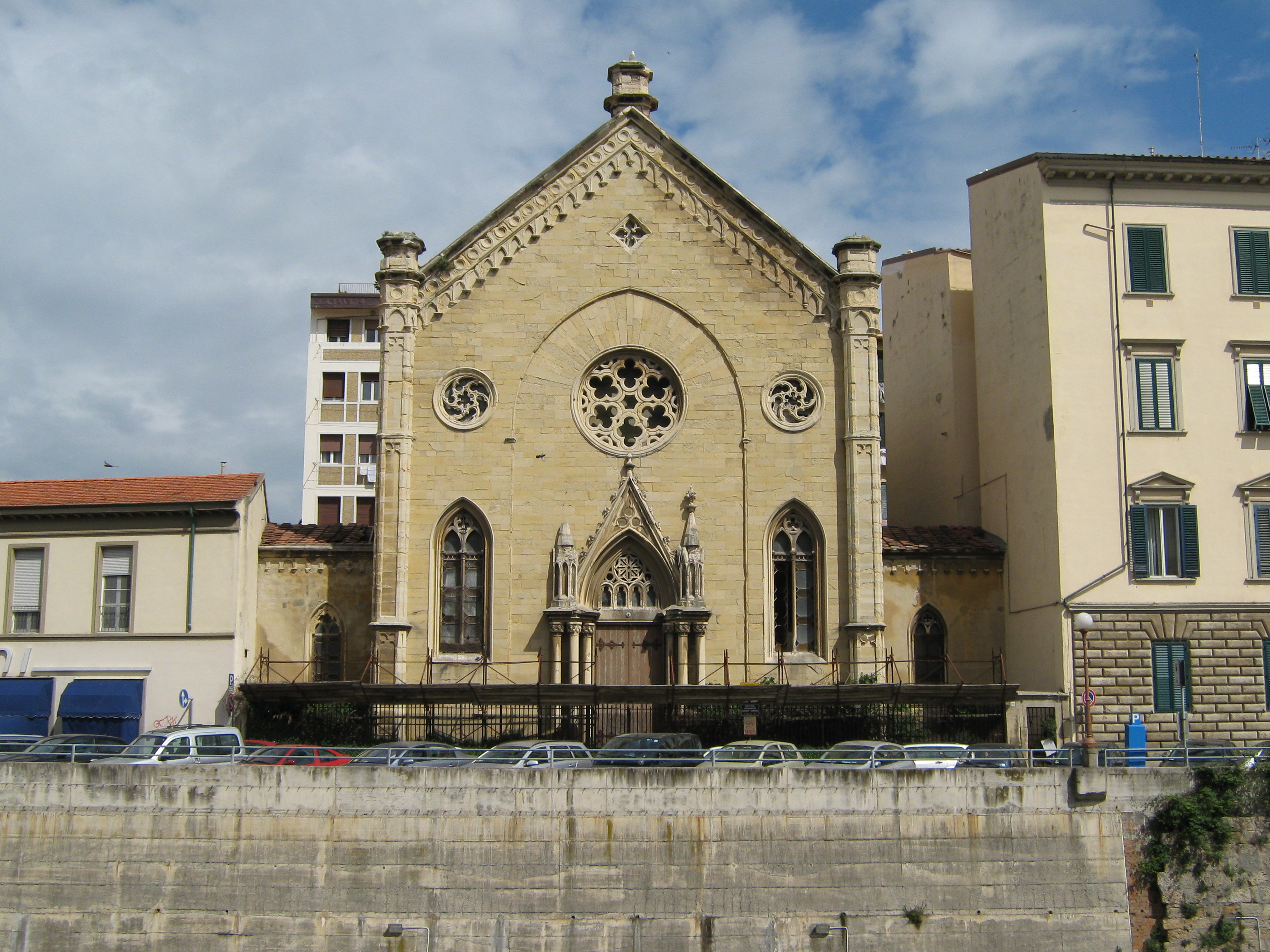
Temple de la Congrégation Hollandaise-Allemande en 2008

Au cours du XIXe siècle, la Congrégation hollandaise-allemande procéda à une réforme de ses statuts qui lui donna un caractère explicitement religieux, en la vouant à l’exercice du culte luthérien et réformé sans considération d’appartenance nationale. L’un des premiers actes significatifs de la Congrégation ainsi réformée fut l’établissement d’un nouveau cimetière sur le terrain adjacent au cimetière Grec-orthodoxe de la Via Mastacchi. Toutefois, la question du lieu de culte restait ouverte, la petite chapelle en étage de la Via del Consiglio étant inadaptée à recevoir un grand nombre de fidèles et située dans un quartier très dégradé.
Il fallut attendre l’Unité italienne en 1861 et la reconnaissance de la liberté de culte à tous les citoyens, pour que la Congrégation protestante luthérienne et réformée de Livourne puisse envisager la construction de la chapelle de style néogothique située le long du Fosso Reale (1862-1864).

### Le déclin
Peu de temps après, la crise économique suscitée par l’abolition du statut de « port franc » entraîna le déclin de la Congrégation. Au début du XXe siècle, beaucoup de ses membres, ruinés, avaient dû quitter Livourne. Pour faire front aux nécessités économiques, la Congrégation accepta en 1922 de compter parmi ses membres des non-résidents. En 1932, elle vendit l’antique Giardino degli Olandesi pour 15 000 Lires. Après la seconde guerre mondiale, la Congrégation ne s’occupait plus que des ensevelissements dans le cimetière de la Via Mastacchi. Elle décida de céder le terrain situé à l’arrière le temple, où avait été construit un petit bâtiment abritant le logement du pasteur et les salles des écoles de la Communauté. Il fut rasé et remplacé par un immeuble d’habitation surdimensionné et adossé au temple.
La mort des derniers membres de la communauté au cours de la seconde moitié du XXe siècle sonna le glas de la Congrégation et la mise à l’abandon de ses propriétés vouées à une inexorable dégradation. La Congrégation fut refondée le 26 février 1997, grâce à l’intérêt de plusieurs descendants de l’antique communauté. Malgré cela, le manque de fonds et l’absence de soutien des institutions locales ont empêché jusqu’à ce jour de réaliser les projets de restauration de la chapelle et du cimetière.

## Personnalités liées à la Congrégation hollandaise-allemande

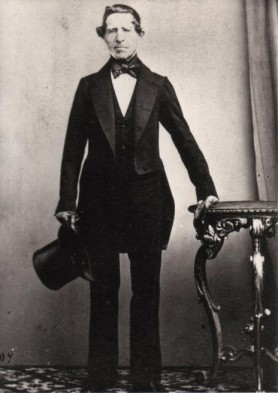
Auguste Kotzian

- Johann Paul Schulthesius (1748-1816), allemand, pasteur, compositeur et pianiste.
- Pierre Senn (1767-1838), entrepreneur suisse né à Lyon, beau-frère de Giovan Pietro Vieusseux, participa activement à la réalisation de la première voie ferrée toscane, la Ferrovia Leopolda.
- Gérard Stub (1785-1858), entrepreneur allemand, dont le palais fut légué à la Caisse d'Epargne de Livourne par son fils Araldo pour en faire le siège d’une crèche pour filles et garçons.
- Auguste Kotzian (1792-1878), entrepreneur né en Moravie, naturalisé toscan avant 1848, président de la Chambre de Commerce, contribua de façon déterminante à la construction de la première voie ferrée toscane, la Ferrovia Leopolda.
- Henri Mayer (1802-1877), allemand, pédagogue, fondateur des Ecoles d'enseignement mutuel.